# The Open Championship 1998
De 127e editie van het Brits Open werd van 16-19 juli 1998 gespeeld op de Royal Birkdale Golf Club in Merseyside, Engeland. Het prijzengeld was bijna € 2.500.000, de winnaar kreeg € 420.000.
Het Open werd gewonnen door de 41-jarige Amerikaan Mark O'Meara,  die Brian Watts in de play-off versloeg. Beste amateur was Walker Cup-speler Justin Rose, die twee weken later 18 jaar werd en later dat jaar professional werd.
| 1  | Mark O'Meara     | 280 | par |
| 2  | Brian Watts      | 280 | par |
| 3  | Tiger Woods      | 281 | +1  |
| T4 | Jim Furyk        | 282 | +2  |
| T4 | Jesper Parnevik  | 282 | +2  |
| T4 | Justin Rose (Am) | 282 | +2  |
| T4 | Raymond Russell  | 282 | +2  |
| T8 | Thomas Bjørn     | 285 | +5  |
| T8 | Costantino Rocca | 285 | +5  |

Vanaf 1970:
1970 ·
1971 ·
1972 ·
1973 ·
1974 ·
1975 ·
1976 ·
1977 ·
1978 ·
1979 ·
1980 ·
1981 ·
1982 ·
1983 ·
1984 ·
1985 ·
1986 ·
1987 ·
1988 ·
1989 ·
1990 ·
1991 ·
1992 ·
1993 ·
1994 ·
1995 ·
1996 ·
1997 ·
1998 ·
1999 ·
2000 ·
2001 ·
2002 ·
2003 ·
2004 ·
2005 ·
2006 ·
2007 ·
2008 ·
2009 ·
2010 ·
2011 ·
2012 ·
2013 ·
2014 ·
2015 ·
2016 ·
2017 ·
2018 ·
2019 ·
2020